# Andis Juška
Andis Juska (22 de mayo de 1985) es un jugador de tenis de Letonia. Su mejor ranking ATP fue la posición número 226 el 26 de octubre de 2009. Desde hace varios años es el segundo mejor jugador de tenis de Letonia según en el ranking ATP tras Ernests Gulbis. Ha ganado nueve eventos a nivel ITF Futures. En agosto de 2007 participó en su primer Grand Slam en el US Open, donde perdió en la ronda de clasificación. Nunca jugó un torneo ATP.

## Challenger/Futures

### Individuales (11)
| Leyenda                 |
| ATP Challenger Tour (0) |
| Futures (11)            |

| Nº. | Fecha                 | Torneo                           | Superficie    | Rival              | Resultado     |
| 1.  | 8 de mayo de 2004     | Germany F6                       | Tierra batida | Andreas Beck       | 6-4 6-1       |
| 2.  | 26 de junio de 2004   | Finland F2                       | Tierra batida | Michael Ryderstedt | 6-4 6-2       |
| 3.  | 11 de julio de 2004   | Denmark F2                       | Tierra batida | Johan Brunstrom    | 6-7 6-3 7-5   |
| 4.  | 6 de febrero de 2005  | France F3                        | Cemento       | Stefan Wauters     | 6-4, 3-6, 6-3 |
| 5.  | 8 de enero de 2006    | Great Britain F1                 | Carpeta       | Stephane Robert    | 6-3, 1-6, 6-4 |
| 6.  | 5 de agosto de 2006   | Letonia F1                       | Tierra batida | Gvidas Sabeckis    | 6-1, 6-2      |
| 7.  | 18 de marzo de 2007   | France F4                        | Cemento       | Thomas Dupre       | 6-7, 6-2, 6-0 |
| 8.  | 15 de abril de 2007   | Russia F1                        | Cemento       | Dmitri Vlasov      | 7-6 6-4       |
| 9.  | 11 de enero de 2009   | Klafs Tennis Grand Prix          | Carpeta       | Daniel Lustig      | 7-6, 6-3      |
| 10. | 14 de febrero de 2010 | Internationaux de Bressuire 2010 | Cemento       | Lukas Dlouhy       | 6-4, 6-4      |
| 11. | 16 de enero de 2011   | Klafs Tennis Grand Prix 2011     | Carpeta       | Philipp Oswald     | 3-6, 7-6, 6-4 |